# ستانلي كراوتش
ستانلي كراوتش (بالإنجليزية: Stanley Crouch)‏‏ (14 ديسمبر 1945 في لوس أنجلوس - 16 سبتمبر 2020) موسيقي، وروائي، وكاتب، وناقد موسيقي، وصحفي من الولايات المتحدة.

## الجوائز
- زمالة غوغنهايم
- زمالة ماك آرثر
- جائزة ويندهام - كامبل [الإنجليزية]‏[12]
- جوائز وايتنج

## روابط خارجية
- ستانلي كراوتش على موقع IMDb (الإنجليزية)
- ستانلي كراوتش على موقع الموسوعة البريطانية (الإنجليزية)
- ستانلي كراوتش على موقع ميوزك برينز (الإنجليزية)
- ستانلي كراوتش على موقع إن إن دي بي (الإنجليزية)
- ستانلي كراوتش على موقع أول ميوزيك (الإنجليزية)
- ستانلي كراوتش على موقع ديسكوغز (الإنجليزية)
- ستانلي كراوتش على موقع قاعدة بيانات الفيلم (الإنجليزية)